# Juan Francisco Carrión

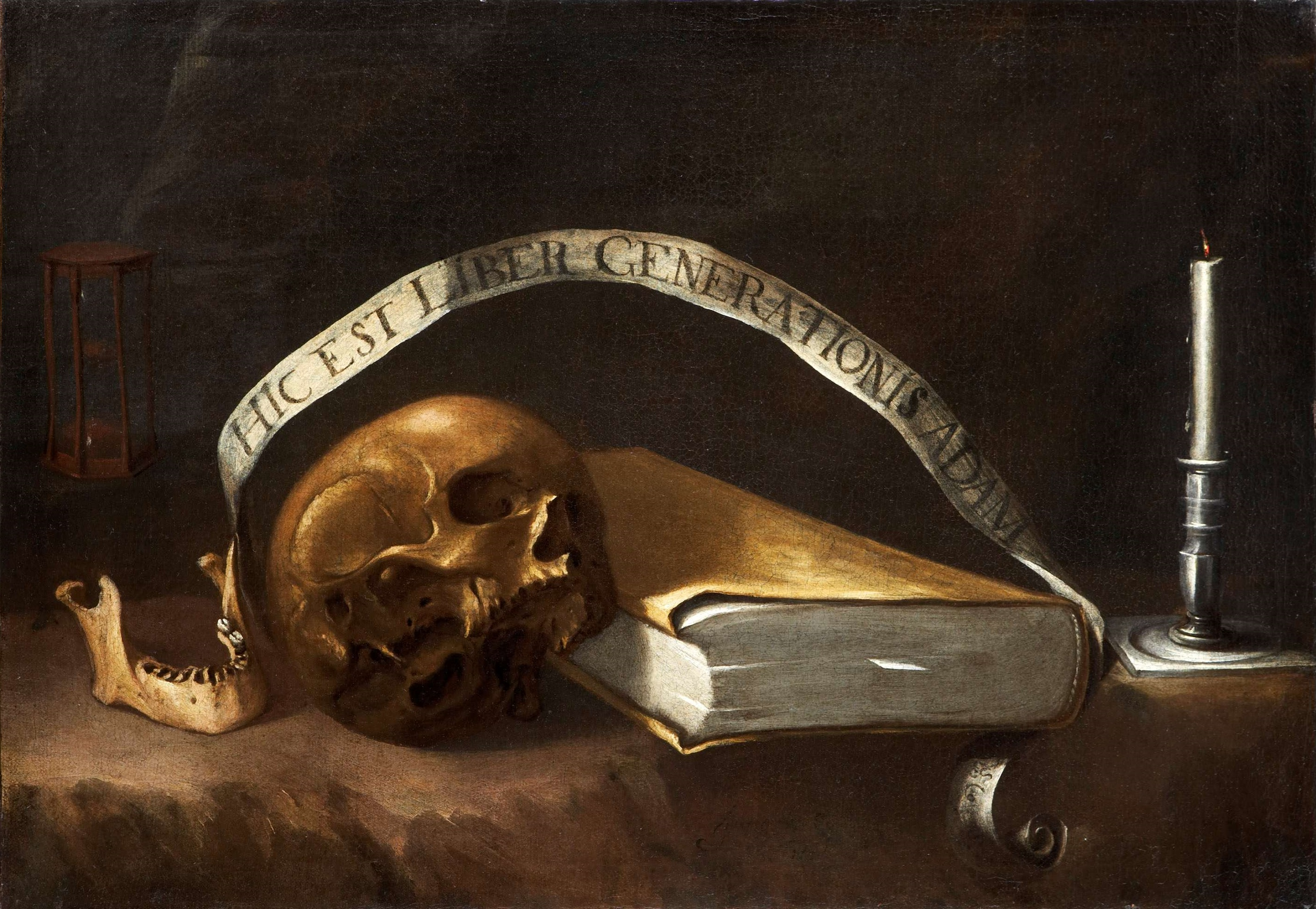
Vanitas con calavera, libro, clepsidra, filacteria y candelero, óleo sobre lienzo, 55 x 77 cm, Galería Caylus.

Juan Francisco Carrión (fl. 1672) fue un pintor barroco español, especializado en naturalezas muertas. 
Activo probablemente en Madrid, Juan Francisco Carrión es conocido por la firma de una Vanitas con libros conservada en el museo de la Universidad de Indiana, en Bloomington. Obra de alta calidad dada a conocer por Diego Angulo Íñiguez y fechada en 1672, representa una mesa repleta de libros ante una estantería con más libros, una calavera con un papel en el que aparecen escritos unos versos, objetos de escritorio y un reloj de arena. Entre los libros, algunos identificables por sus rótulos, dos son de obras morales de Francisco de Quevedo: la Virtud militante contra las cuatro pestes del mundo y La cuna y la sepultura. Menor complejidad presenta la Vanitas con calavera, libro, clepsidra, filacteria y candelero, también firmada, que permite confirmar la dedicación del pintor al género vanitas. De otro orden, y cercanos a los modelos de Juan Sánchez Cotán, son algunos bodegones, como el conservado en el castillo de Villandry o el firmado Bodegón con cardo de colección privada madrileña.